# Royal Antwerp Football Club
El Royal Antwerp Football Club és un club de futbol de Bèlgica, de la ciutat d'Anvers, a Flandes. Va ser fundat el 1880, i és el club belga més antic. Actualment juga a la primera divisió belga.
L'equip ha guanyat el títol de lliga belga cinc vegades i la Copa de Bèlgica quatre vegades, incloent-hi un doblet la temporada 2022–23. En competicions europees, va arribar a la final de la Recopa de la UEFA a la temporada 1992–93 i es va classificar per primera vegada per a la fase de grups de la Lliga de Campions de la UEFA el 2023.

## Història
- 1880: Fundació de la societat esportiva Antwerp Cricket, Football & Lawn Tennis Club, amb seccions de rugbi, criquet, tennis i futbol.
- 1887: La secció de futbol s'estructura oficialment amb el nom de'Antwerp Football Club.
- 1892: L'Antwerp AC entra en fallida. L'Antwerp FC es constitueix com a societat independent, davant de la creació de la societat Antwerp Cricket and Lawn-Tennis.
- 1894: Davant la desaparició del criquet, la secció de tennis s'uneix al club.
- 1895: L'Antwerp FC és membre fundador de l'Union Belge des Sociétés de Sports Athlétiques (futura URBSFA) i participa en el primer campionat del país.
- 1920: Obté el títol de reial, esdevenint Royal Antwerp FC.

## Plantilla actual
A 4 de febrer de 2025 
| N. | Pos. | Nac. | Jugador                                 |
| -- | ---- | --- | --------------------------------------- |
| 2  | DEF  | [[Fitxer:Flag of Belgium (civil).svg\|23x15px\|border \|alt=Bèlgica\|link=Selecció de futbol de Bèlgica\|{{#if:\|]]               | Kobe Corbanie                           |
| 3  | DEF  | [[Fitxer:Flag of Belgium (civil).svg\|23x15px\|border \|alt=Bèlgica\|link=Selecció de futbol de Bèlgica\|{{#if:\|]]               | Björn Engels                            |
| 4  | MIG  | [[Fitxer:Flag of the Netherlands.svg\|23x15px\|border \|alt=Països Baixos\|link=Selecció de futbol dels Països Baixos\|{{#if:\|]] | Jaïro Riedewald                         |
| 5  | DEF  | [[Fitxer:Flag of Belgium (civil).svg\|23x15px\|border \|alt=Bèlgica\|link=Selecció de futbol de Bèlgica\|{{#if:\|]]               | Olivier Deman (cedit pel Werder Bremen) |
| 6  | DEF  | [[Fitxer:Flag of Ghana.svg\|23x15px\|border \|alt=Ghana\|link=Selecció de futbol de Ghana\|{{#if:\|]]                             | Denis Odoi                              |
| 7  | DAV  | [[Fitxer:Flag of Suriname.svg\|23x15px\|border \|alt=Surinam\|link=Selecció de futbol de Surinam\|{{#if:\|]]                      | Gyrano Kerk                             |
| 8  | MIG  | [[Fitxer:Flag of Belgium (civil).svg\|23x15px\|border \|alt=Bèlgica\|link=Selecció de futbol de Bèlgica\|{{#if:\|]]               | Dennis Praet                            |
| 9  | MIG  | [[Fitxer:Flag of Suriname.svg\|23x15px\|border \|alt=Surinam\|link=Selecció de futbol de Surinam\|{{#if:\|]]                      | Tjaronn Chery                           |
| 10 | DAV  | [[Fitxer:Flag of Belgium (civil).svg\|23x15px\|border \|alt=Bèlgica\|link=Selecció de futbol de Bèlgica\|{{#if:\|]]               | Michel-Ange Balikwisha                  |
| 14 | DAV  | [[Fitxer:Flag of Ecuador.svg\|23x15px\|border \|alt=Equador\|link=Selecció de futbol de l'Equador\|{{#if:\|]]                     | Anthony Valencia                        |
| 18 | DAV  | [[Fitxer:Flag of the Netherlands.svg\|23x15px\|border \|alt=Països Baixos\|link=Selecció de futbol dels Països Baixos\|{{#if:\|]] | Vincent Janssen                         |
| 20 | MIG  | [[Fitxer:Flag of Mali.svg\|23x15px\|border \|alt=Mali\|link=Selecció de futbol de Mali\|{{#if:\|]]                                | Mahamadou Doumbia                       |
| 23 | DEF  | [[Fitxer:Flag of Belgium (civil).svg\|23x15px\|border \|alt=Bèlgica\|link=Selecció de futbol de Bèlgica\|{{#if:\|]]               | Toby Alderweireld (captain)             |

| N. | Pos. | Nac. | Jugador                                   |
| -- | ---- | --- | ----------------------------------------- |
| 25 | DEF  | [[Fitxer:Flag of Belgium (civil).svg\|23x15px\|border \|alt=Bèlgica\|link=Selecció de futbol de Bèlgica\|{{#if:\|]] | Jelle Bataille                            |
| 26 | DEF  | [[Fitxer:Flag of Bulgaria.svg\|23x15px\|border \|alt=Bulgària\|link=Selecció de futbol de Bulgària\|{{#if:\|]]      | Rosen Bozhinov                            |
| 30 | MIG  | [[Fitxer:Flag of Germany.svg\|23x15px\|border \|alt=Alemanya\|link=Selecció de futbol d'Alemanya\|{{#if:\|]]        | Christopher Scott                         |
| 33 | DEF  | [[Fitxer:Flag of Belgium (civil).svg\|23x15px\|border \|alt=Bèlgica\|link=Selecció de futbol de Bèlgica\|{{#if:\|]] | Zeno Van Den Bosch                        |
| 46 | MIG  | [[Fitxer:Flag of Belgium (civil).svg\|23x15px\|border \|alt=Bèlgica\|link=Selecció de futbol de Bèlgica\|{{#if:\|]] | Milan Smits                               |
| 54 | DEF  | [[Fitxer:Flag of Belgium (civil).svg\|23x15px\|border \|alt=Bèlgica\|link=Selecció de futbol de Bèlgica\|{{#if:\|]] | Semm Renders                              |
| 79 | DAV  | [[Fitxer:Flag of Belgium (civil).svg\|23x15px\|border \|alt=Bèlgica\|link=Selecció de futbol de Bèlgica\|{{#if:\|]] | Gerard Vandeplas                          |
| 81 | POR  | [[Fitxer:Flag of Belgium (civil).svg\|23x15px\|border \|alt=Bèlgica\|link=Selecció de futbol de Bèlgica\|{{#if:\|]] | Niels Devalckeneer                        |
| 91 | POR  | [[Fitxer:Flag of Belgium (civil).svg\|23x15px\|border \|alt=Bèlgica\|link=Selecció de futbol de Bèlgica\|{{#if:\|]] | Senne Lammens                             |
| —  | POR  | [[Fitxer:Flag of Belgium (civil).svg\|23x15px\|border \|alt=Bèlgica\|link=Selecció de futbol de Bèlgica\|{{#if:\|]] | Yannick Thoelen                           |
| —  | MIG  | [[Fitxer:Flag of Argentina.svg\|23x15px\|border \|alt=Argentina\|link=Selecció de futbol de l'Argentina\|{{#if:\|]] | Mauricio Benítez (cedit pel Boca Juniors) |
| —  | MIG  | [[Fitxer:Flag of England.svg\|23x15px\|border \|alt=Anglaterra\|link=Selecció de futbol d'Anglaterra\|{{#if:\|]]    | Kadan Young (cedit pel Aston Villa)       |
| —  | DAV  | [[Fitxer:Flag of Guinea.svg\|23x15px\|border \|alt=Guinea\|link=Selecció de futbol de Guinea\|{{#if:\|]]            | Mohamed Bayo (cedit pel Lille)            |

## Palmarès

### Torneigs nacionals
- Primera Divisió belga (5): 1928/29, 1930/31, 1943/44, 1956/57, 2022/23
- Segona Divisió belga (2): 1999/00, 2016/17
- Copa de Bèlgica (4): 1954/55, 1991/92, 2019/20, 2022/23
- Supercopa belga (1): 2023

### Torneigs internacionals
- Subcampió de la Recopa d'Europa (1): 1992/93
- Challenge International du Nord (2): 1902, 1906